# Девица
Девица (латински : „Virgo intacta“) је опште обележавање жене односно девојке која још није имала полни однос. У ширем смислу се под овим подразумева жена која није у сексуалном погледу активна или на неудату девојку. „Бити девица“ јесте у неким друштвима најме у вези са погледима многих религија на људску сексуалност пре свадбе респектовано и на цени.
Слово девичански пренесено значи „чист“ или још „нетакнут“ односно „невин“ или леп.
Као старе девице означавају се жене које и ако имају век за то још нису нашле одговарајућег партнера.